# Éclance
Éclance é uma comuna francesa na região administrativa de Grande Leste, no departamento de Aube. Estende-se por uma área de 11,48 km². Em 2010 a comuna tinha 104 habitantes (densidade: 9,1 hab./km²).